# Fallopia denticulata
Fallopia denticulata är en slideväxtart som först beskrevs av Cheng Chiu Huang, och fick sitt nu gällande namn av J. Holub. Fallopia denticulata ingår i släktet bindor, och familjen slideväxter. Inga underarter finns listade i Catalogue of Life.